# Megaphragma mymaripenne
Megaphragma mymaripenne – gatunek mikroskopijnej błonkówki z rodziny kruszynkowatych. Mając 200 μm długości jest to trzeci od końca pod względem wielkości występujący obecnie owad.

## Odkrycie
Okazy po raz pierwszy odkryto w styczniu 1920 roku na Hawajach. Towarzyszyły one wciornastkom i podejrzewano, że są one pasożytem ich jaj. W 1924 Philip Hunter Timberlake opisał owady należące do nowego rodzaju, jako gatunek Megaphragma mymaripenne. 29 marca 1927 na liściach roślin z rodzaju Croton po raz kolejny odnaleziono okazy M. mymaripenne, gdzie ponownie towarzyszyły one wciornastkom. 10 maja 1930 zaobserwowano okazy M. mymaripenne przy wciornastkach i ich jajach, a w jednym z nich odnaleziono dojrzałą poczwarkę.

## Budowa i rozwój
Cechą charakterystyczną gatunku są małe wymiary ciała – 200 μm długości dorosłego osobnika to mniej niż mierzą niektóre mikroorganizmy, np. ameby.
Jednocześnie przy tak małych wymiarach, gatunek posiada mocno zredukowany, jednak w pełni funkcjonalny system nerwowy. Składa się on tylko z 7400 neuronów. Pomimo tak zredukowanego układu nerwowego, dorosłe owady zachowują zdolność latania, czyniąc M. mymaripenne gatunkiem z najmniejszą liczbą neuronów u zwierząt latających oraz najmniejszą liczbą neuronów u owadów. Dorosłe owady zachowują także zdolność odżywiania się oraz odnajdowania jaj wciornastków, w których składają własne jaja.
Układ nerwowy stanowi 6% masy ciała dorosłego owada, a sam mózg, zawierający 4600 z 7400 neuronów, 2,9%. Inne małe owady, mające duży mózg w stosunku do rozmiarów, często mają mózg przemieszczony poza głowę – do tułowia czy odwłoku. Jednak nie jest to możliwe u bleskotek, które posiadają stosunkowo ruchliwe głowy, a ich połączenie z tułowiem jest zredukowane. W związku z tym to układ nerwowy stanowi jeden z głównych czynników ograniczających dalszą redukcję rozmiarów ciała.
U poczwarek system nerwowy stanowi do 19% masy ciała, z czego 11% przypada na mózg. Unikalną cechą jest to, że w trakcie rozwoju osobniczego owada 95% neuronów traci swoje jądra komórkowe. Około 339–372 neuronów zachowuje swoje jądra u dorosłych osobników, z czego 179–253 przypada na neurony w mózgu. Do lizy jąder komórkowych dochodzi w finalnym etapie rozwoju (wszystkie neurony poczwarek mają jądra), co znacząco redukuje objętość układu nerwowego. Mózgi poczwarek mają objętość ok. 93,6 μm³, podczas gdy mózg osobników dorosłych, po utracie większości jąder komórkowych, ma objętość 52,2 μm³. Pomniejszeniu mózgu towarzyszy pomniejszenie powierzchni potylicznej głowy, z nadmiarowym chitynowym oskórkiem zwijającym się w spiralne fałdy.
Przepoczwarzone owady opuszczają zainfekowane jaja wciornastków, wycinając w nich okrągły otwór o średnicy 80–90 μm. Długość życia dorosłego osobnika wynosi średnio 5 dni.